# Pierre d'Aspelt
Pour les articles homonymes, voir Aspelt.
Pierre d'Aspelt, né vers 1240 à Trèves (archevêché de Trèves) et mort le 4 juin 1320, est un ecclésiastique.
Évêque de Bâle et archevêque de Mayence, il est également fondateur de la chartreuse de l'Archange-Michel, près de Mayence.

## Biographie

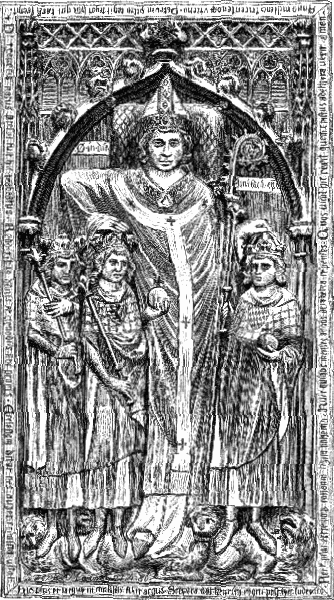
Archévêque Pierre d'Aspelt de Mayence : tombeau dans la cathédrale Saint-Martin de Mayence ; le prince-électeur avec les trois rois couronnés d'Aspelt : Jean Ier de Bohême, Heinrich VII et Louis IV.

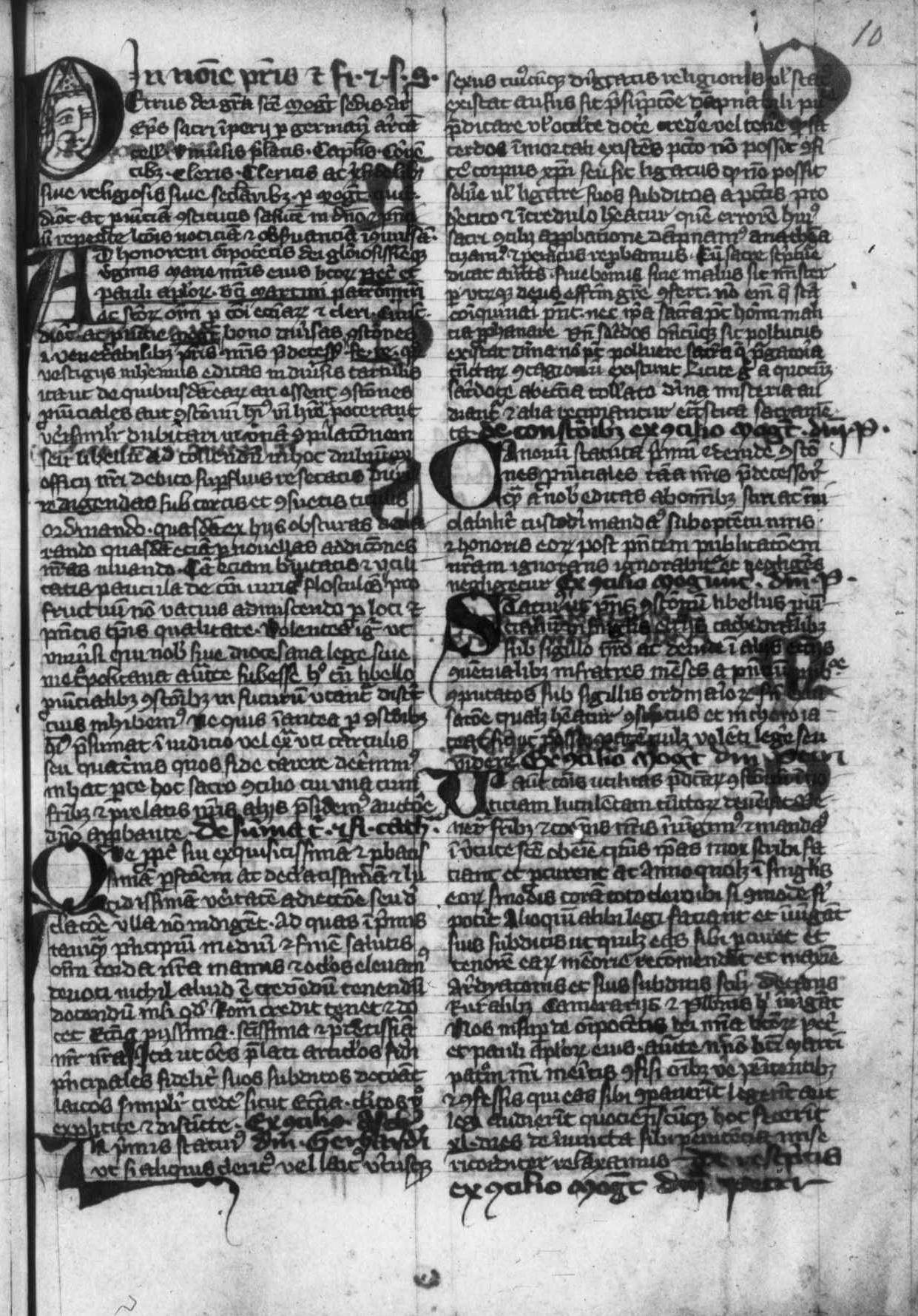
Statuta provincialia

Pierre d'Aspelt est né vers le milieu du treizième siècle, de parents honnêtes mais peu aisés, à Trèves. Il fut dénommé d'Aspelt d'après l'endroit, dans le comté de Luxembourg, dont était originaire sa famille paternelle. Dès son plus jeune âge il se sentit une vocation particulière pour l'étude à laquelle il se livra avec ardeur, malgré le peu de moyens que ses parents pouvaient lui fournir pour parvenir, et chercha à développer les heureuses dispositions que la nature lui avait départies, autant que cela lui fut possible pendant ce siècle peu éclairé. Après avoir fréquenté pendant quelque temps une école élémentaire à Trèves, il se vit obligé, faute de secours, d'aller chanter aux portes pour pourvoir à sa subsistance, jusqu'à ce que par une application soutenue pendant ses moments de loisir, il fut parvenu à se familiariser assez avec les connaissances qu'on enseignait alors communément dans les petites écoles, pour pouvoir donner lui-même des leçons aux enfants.

### Le maître d'école et médecin
Alors il devint maître d'école. Cet état, il l'embrassa pour trouver moyen d'amasser quelques épargnes afin de pouvoir continuer ses études scientifiques. Parvenu à ce but, il quitta son école et alla fréquenter une université dont le nom n'a pas été transmis à la postérité d'une manière certaine, bien que quelques auteurs dénomment celle de Paris : Il s'y voua à l'étude de l'art de guérir. Dès qu'il eut obtenu le degré de Docteur en médecine il retourna dans sa patrie où il se livra à la pratique : il avait acquis tant d'habileté dans son art, disent les auteurs contemporains, qu'il savait juger de l'état et du danger de ses malades en les entendant tousser.
Mais, ajoute-t-on, ses connaissances médicales n'étaient pas les seules qu'il avait acquises ; il était également bien versé dans les sciences théologiques, surtout dans l'Écriture Sainte. Il s'était, du reste, fait ordonner prêtre catholique. Cette circonstance doit d'autant moins nous étonner, qu'à cette époque et même encore longtemps après, beaucoup de médecins étaient clercs.

### Un médecin réputé
Sur ces entrefaites la réputation de Pierre d'Aspelt s'étant considérablement répandue, le puissant comte Henri IV de Luxembourg l'attacha à sa personne et le prit pour son médecin. Le séjour qu'il fit à la cour lui donna de fréquentes occasions pour faire apprécier ses talents et son expérience dans les affaires; aussi le comte Henri finit-il par le consulter souvent, non seulement sur sa santé mais encore sur ses affaires domestiques ainsi que sur des questions de politique, et toujours il eut à se louer des avis que son médecin lui donnait.
On a aussi prétendu que Pierre a rempli les mêmes fonctions de médecin auprès de la personne de l'empereur Rodolphe Ier du Saint-Empire; mais, si l'on a égard aux dates; ainsi qu'à divers autres événements de la vie de ce prince, comparés avec les gestes de Pierre d'Aspelt, on est forcé d'élever des doutes très fondés sur la véracité de cette circonstance. Quoi qu'il en soit, une circonstance vraisemblablement fortuite, mais se rattachant directement à la carrière médicale que ce grand homme avait embrassée, vint tout à coup l'élever à la dignité d'un des premiers princes de l'Église d'Occident, dignité qu'il remplit, avec non moins d'éclat que la mission de soulager l'humanité souffrante. Si nous en croyons les données qui semblent les mieux fondées, il fut député un jour par le comte Henri de Luxembourg auprès du pape Nicolas IV, ou plus vraisemblablement Boniface VIII, pour une négociation importante.

### Le prévôt
Pendant son séjour à la cour du Souverain-Pontife il eut occasion de mettre ses connaissances iatriques en pratique, en guérissant le Pape d'une maladie que les autres médecins avaient déclarée incurable : on dit communément qu'il s'agissait d'un flux de sang, peut- être d'une hémorrhagie ou encore d'une fistule à l'anus. Le Pape voulut témoigner sa reconnaissance à Pierre d'Aspelt en le nommant Prévôt de la Cathédrale Saint-Pierre de Trèves.

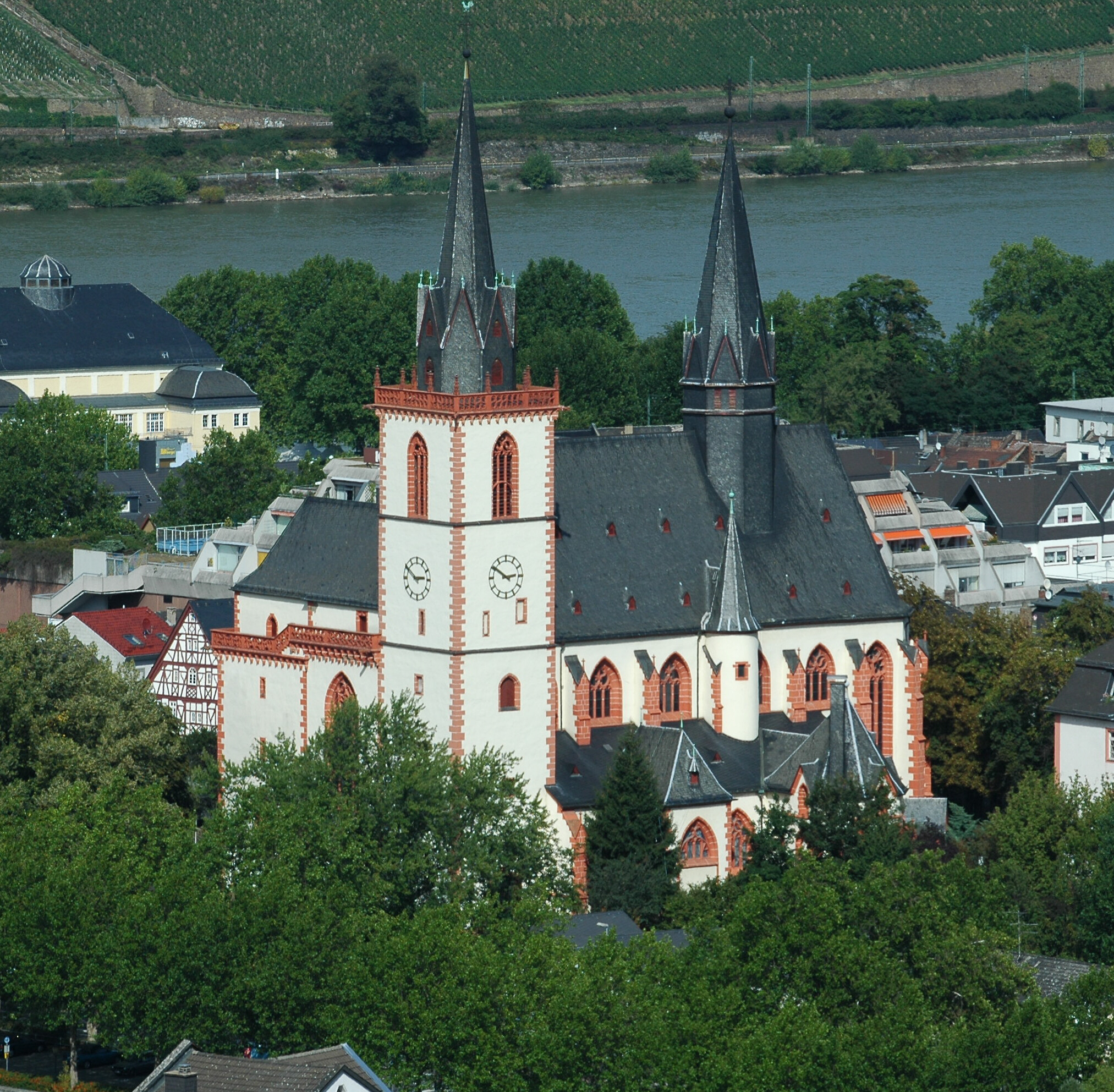
Basilique Saint-Martin de Bingen

Lorsqu'il lui conféra ce bénéfice, le Souverain-Pontife déclara que: un médecin aussi habile à guérir le corps méritait bien de devenir également le médecin d'un grand nombre d'âmes. À son retour, Pierre voulut prendre possession de la dignité de prévôt pour laquelle il exhiba ses bulles ; le chapitre s'y opposa sous prétexte de l'humilité de l'extraction du nouveau titulaire ; mais en réalité parait-il, parce qu'il n'avait pas été consulté pour cette nomination. Le pape, qui ne pouvait ou ne voulait pas procéder contre les immunités de l'église de Trêves, dédommagea amplement son protégé en lui accordant en échange des provisions de Prévôt de Prague, de Bingen et de Wischerad près de Prague, d'écolâtre à collégiale Saint-Siméon près de Trêves et finalement de curé de Birthingen et de Nittel dans le même diocèse.

### Évêque de Bâle
Et l’année suivante, c'est-à-dire en 1296, il fut choisi pour succéder à Pierre I de Rawen ou de Reichenstein, et sacré évêque de Bâle, sous le nom de Pierre II dans la liste des prélats de cette église, qu’il gouverna avec une rare distinction, malgré les difficultés qu’il dut éprouver dans une administration qui était neuve pour lui, eu égard aux occupations auxquelles il s’était livré jusqu’alors ; et il étendit même son domaine temporel par l’acquisition de plusieurs terres, entre autres du château de Honberg et de la ville de Liechsdall que l’Empereur Albert Ier d'Autriche avait également eu la pensée d’acheter : ce qui fut la cause de beaucoup de persécutions que notre évêque eut à subir de la part de ce prince.
Ce différend ne fut cependant pas de longue durée puisque nous voyons déjà en 1300 l'évêque Pierre II, chargé d'une mission importante par le même empereur, retourner auprès du pape Boniface VIII.

### L'archevêque de Mayence

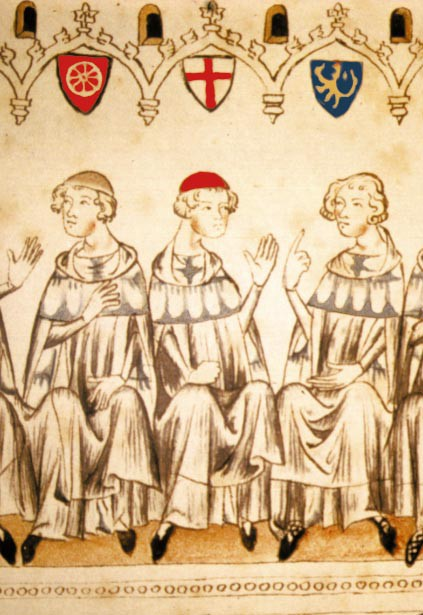
trois princes-électeurs de l'Empire

Gérard II d'Epstein, archevêque de Mayence étant venu à mourir subitement sur ces entrefaites, au mois de février 1305, le chapitre métropolitain désigna pour lui succéder Baudouin de Luxembourg, frère du comte Henri IV qui fut plus tard empereur sous le nom de Henri VII. L'évêque de Bâle fut encore, paraît-il, chargé d'aller demander la confirmation de cette nomination par le Pape. Mais Clément V, qui pour lors était assis sur la chaire de Saint-Pierre, ne voulut pas accorder cette ratification à cause de la jeunesse du nouvel-élu qui n'avait que dix-huit ans. En conséquence le chapitre s'assembla pour procéder à un nouveau choix ; mais on ne put tomber d'accord sur un nom dans le diocèse.
Le Pape désigna l'évêque de Bâle lui-même pour succéder à l'archevêque Gérard II, et le chapitre l'accueillit en cette qualité, sans doute sur la puissante recommandation de l'empereur. En conséquence Pierre d'Aspelt résigna l'évêché de Bâle et vint prendre possession de l'archevêché de Mayence où il joua un rôle très important dans l'histoire de son époque.
En effet, non content de présider à plusieurs conciles diocésains et provinciaux, il prit une part très active aux affaires de l'Empire. Il ne cessa pas non plus de porter un grand attachement à la Maison des comtes de Luxembourg à laquelle il devait sa fortune et au service de laquelle il s'était trouvé d'abord, comme nous l'avons vu. En 1307, il contribua puissamment à l'élection de Baudouin à l'archevêché de Trêves ; et lorsqu'en 1308, après la mort de l'empereur Albert I les voix des Princes-Électeurs assemblés à Reynse se trouvaient d'abord très partagées sur le choix du successeur à donner à ce prince, il eut le talent de leur persuader de se n'unir tous à lui pour procéder à cette élection et d'accepter celui qu'il dénommerait.
Il désigna Henri IV, comte de Luxembourg, qui fut en effet proclamé et qui forma ainsi la souche de la Maison impériale dite de Luxembourg. Deux ans après il contribua encore beaucoup à faire choisir Jean Ier de Bohême, fils de l'empereur Henri de Luxembourg pour roi de Bohême. Il accompagna même ce jeune prince dans ses nouveaux états, le maria en 1310 à l'héritière de ce royaume, le couronna à Prague le 11 février 1311 et demeura à sa cour pendant un an pour prendre part au gouvernement, parce que pendant ce temps l'empereur son père était occupé en Italie. Ces circonstances motivèrent le refus que l'archevêque de Mayence fit présenter au Souverain-Pontife d'assister au concile de Vienne, tenu en 1311; et son excuse fut la seule entre celles des prélats allemands que le pape a admise comme fondée.

### Le Prince-électeur
L'attachement que l'archevêque Pierre d'Aspelt portait à la famille impériale était tellement connu de tous, que Frédéric, marquis de Misnie, qui s'était allié à Henri Ier de Carinthie qui venait d'être chassé du trône de Bohême à cause de sa tyrannie et de ses exactions, se crut autorisé à se venger sur lui pour le tort qu'il prétendait que Jean e nouveau roi de Bohême avait fait à son allié, et alla faire une irruption sur les terres du diocèse de Mayence où il commit de grands dégâts, à tel point que l'empereur Henri fut obligé d'avouer que l'archevêque avait souffert bien des déboires et bien des pertes pour lui et pour sa maison : aussi après le retour de Pierre dans son diocèse, l'empereur lui fit-il de riches présents, entre autres d'un fauteuil en or massif, garni de pierres précieuses. Ce fauteuil a été, dit-on, conservé pendant longtemps à Mayence.
La nouvelle de la mort inopinée et prématurée de Henri VII du Saint-Empire (août 1313) en Italie, causa à l'archevêque de Mayence, un si grand chagrin qu'il s'écria en l'apprenant: depuis cinq siècles le décès d'aucun prince n'aura entraîné après soi autant de malheurs que celui de l'empereur Henri VII !

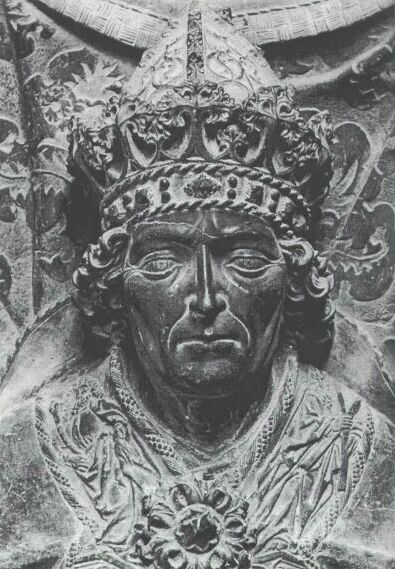
Louis IV du Saint-Empire

Aussi les embarras que l'Allemagne eut à subir à la suite de cet événement n'ont-ils que trop vérifié cette prophétie. Lorsque Louis, duc de Bavière fut élu empereur pour succéder à Henri VII, l'archevêque Pierre d'Aspelt était encore une fois à la tête des électeurs qui avaient pris parti pour ce prince. Mais comme ce choix rencontra beaucoup de difficultés et occasionna plusieurs guerres intestines, le public a dit qu'à cette occasion l'archevêque Pierre avait entièrement oublié son état de médecin, puisque par l'élection qu'il venait de faire d'un nouvel empereur, il avait rendu l'Empire plus malade que bien portant.
Pour ce qui regarde l'administration intérieure de son diocèse, Pierre d'Aspelt sut constamment, par un gouvernement sage, une piété soude et une vie exemplaire s'attacher ses subordonnés et s'acquérir l'estime des princes allemands aussi bien que de son clergé, bien qu'il montrât beaucoup de sévérité à l'égard de ce dernier sur le chapitre des mœurs.

### Le fondateur
Il fut le fondateur de la chartreuse Saint-Michel de Mayence. Son économie était devenue proverbiale. Et en effet, bien qu'il vécut dans des temps très agités, il avait trouvé les moyens d'amasser une épargne de 16,278 livres de deniers, somme très considérable alors, et qu'il employa à payer les anciennes dettes de son église ainsi qu'à faire de nouvelles acquisitions pour elle. Les élections à l'empire auxquelles il prit part ne contribuèrent pas peu, non plus, à l'avantage de son temporel. En effet, par le traité qu'il fit à cette occasion avec le comte Henri de Luxembourg, ce dernier dut promettre
1. de confirmer toutes les immunités et les privilèges de l'église de Mayence
2. d'assister l'archevêque contre tous ses ennemis et ce même au besoin de sa propre personne
3. de ne jamais permettre que les affaires ni les personnes ecclésiastiques fussent jugées par des tribunaux séculiers ou laïcs
4. de confirmer à l'église de Mayence le péage de Lahnstein (Lahneck) et la possession de Seligenstadt ainsi que du Bachgau
5. de protéger l'archevêque dans ses fonctions d'archi-chancelier
6. de restituer tous les frais qu'il serait dans le cas de faire à l'occasion de l'élection projetée
7. de lui abandonner le péage d'Ehrenfels en payement des sommes que l'empereur Albert lui devait encore
8. de payer à la Cour de Rome trois mille marcs d'argent que lui, Pierre, devait encore pour le Pallium, etc.

### Le financier
Avec l'empereur Louis de Bavière il convint, outre la confirmation des articles du traité précédent qui trouvaient encore alors une application : que le nouvel empereur lui continuerait la possession du péage d'Ehrenfels, comme dédommagement des sommes qu'il avait dépensées pour l'empereur Henri ; qu'il lui abandonnerait plusieurs fiefs de l'empire, entre lesquels particulièrement la ville de Gotha et d'autres possessions en Thuringe, pour le cas où Louis viendrait à s'emparer de ce pays, ce qui cependant, pour le dire en passant, n'a jamais eu lieu. Louis de Bavière s'obligea en outre d'abandonner à l'archevêque et ce dans toutes les églises du diocèse de Mayence, ce qu'on nommait les preces primaria: à lui payer dix mille marcs d'argent pour les frais de son élection et de son couronnement, et, jusqu'à l'achèvement de ce paiement, à lui céder certaines terres en engagère.
Enfin, Pierre d'Aspelt est mort la veille de la fête de Saint-Boniface, le 4 juin 1320, après avoir occupé le siège archiépiscopal de Mayence pendant près de quinze ans.

## Héraldique
Blasonnement : Écartelé, aux 1 et 4, de l'archevêché de Mayence (de gueules, à la roue de six rayons d'argent), aux 2 et 3, d'argent, à un tourteau de gueules enclos dans deux annelets concentriques du même.